# Rosenkilde
Rosenkilde er en dansk borgerslægt, der nedstammer fra Petrus Parvus Rosæfontanus (født før 1500, død 27. august 1559), der var professor i retorik ved Københavns Universitet. Slægten er i dag vidt udbredt i Danmark, Norge og øvrige verden.
Petrus Parvus Rosæfontanus hed oprindelig Peder Lille, men kaldte sig aldrig for andet end Petrus Parvus (Peter den lille) med tilnavnet Rosæfontanus (Rosenkilde). Hans oprindelige navn, – Lille eller Litle, – har givet anledning til en antagelse om, at han skulle stamme fra den adelige familie Litle, hvilket dog ikke kan underbygges af nogen kilder. I en dansk-svensk historiefejde mellem ærkebiskop Johannes Magnus og dekan Hans Svanning blev Rosæfontanus efter sin død betegnet som "eques Danus", altså en adelig dansk ridder, hvilket han aldrig var. Slægten har da heller aldrig været optaget i Danmarks Adels Aarbog eller Dansk Adelskalender.
Derimod blev et medlem af slægten optaget i adelen under navnet Treschow. Willum Frederik Treschow (1786-1869) adopterede sin stedsøn, senere kammerherre Frederik Vilhelm Rosenkilde til Brahesborg (1811-1869), og han blev  i 1867 optaget i adelstanden med navnet Treschow. Han var søn af månedsløjtnant Jens Jacob Rosenkilde (1770-1811).

## Kendte medlemmer af slægten
- Adolph Rosenkilde (1816-1882) – dansk skuespiller og forfatter
- Anne Rosenkilde, født Anne Kirstine Paaske (1825-1885) – dansk skuespiller, gift med ovennævnte
- C.N. Rosenkilde (1786-1861) – dansk skuespiller
- Frederik Vilhelm Rosenkilde Treschow til Brahesborg (1811-1869) – dansk godsejer
- Georg Rosenkilde (1814-1891) – dansk lærer og fotograf (Georg Henricus Rosenkilde), som af C.N. Rosenkilde
- Georg Rosenkilde (gartner) (1873-1945) – dansk gartner
- Peder Valentin Rosenkilde (1772-1836) – norsk handelsmand og politiker
- Petrus Parvus Rosæfontanus (død 1559) – dansk retoriker
- Volmer Rosenkilde (1908-1980) – dansk antikvar og forlagsboghandler
- Franciska Rosenkilde, politiker